# Skomack Wielki (gromada)
Skomack Wielki – dawna gromada, czyli najmniejsza jednostka podziału terytorialnego Polskiej Rzeczypospolitej Ludowej w latach 1954–1972.
Gromady, z gromadzkimi radami narodowymi (GRN) jako organami władzy najniższego stopnia na wsi, funkcjonowały od reformy reorganizującej administrację wiejską przeprowadzonej jesienią 1954 do momentu ich zniesienia z dniem 1 stycznia 1973, tym samym wypierając organizację gminną w latach 1954–1972.
Gromadę Skomack Wielki z siedzibą GRN w Skomacku Wielkim utworzono – jako jedną z 8759 gromad – w powiecie ełckim w woj. białostockim, na mocy uchwały nr 13/V WRN w Białymstoku z dnia 4 października 1954. W skład jednostki weszły obszary dotychczasowych gromad: Klusy (z wyłączeniem lasu i jeziora z miejscowością Lipińskie oraz z wyłączeniem miejscowości Gorzekały, Wilkołek, Kępne i Kozieł wraz z obszarem leśnym Grądówka o powierzchni 4,641 ha), Ogródek, Rostki Skomackie, Rogale i Skomack Wielki ze zniesionej gminy Klusy w powiecie ełckim w woj. białostockim oraz obszar majątku Ostrów z dotychczasowej gromady Pańska Wola ze zniesionej gminy Talki w powiecie giżyckim  w woj. olsztyńskim. Dla gromady ustalono 13 członków gromadzkiej rady narodowej.
1 stycznia 1972 do gromady Skomack Wielki przyłączono wieś Różyńsk oraz część lasów państwowych Nadleśnictwa Ełk obręb Różyńsk o powierzchni 1097,44 ha, obejmującą oddziały Nr Nr 207—227, 228—256 ze znoszonej gromady Mołdzie, oraz wieś Grabnik i część lasów państwowych Nadleśnictwa Stare Juchy obręb Grabnik o powierzchni 796,49 ha obejmującą oddziały Nr Nr 202, część oddziału 203, 207—209, 212—214, część oddziału 215, 216—218, 220, 222, 285, 287, 292, 295—298, 262—271, 272/1, 272/2, 259—261, 76/1, i 76/2 ze znoszonej gromady Woszczele.
Gromada przetrwała do końca 1972 roku, czyli do kolejnej reformy gminnej.